# Germersheim (distrito)
Germersheim é um distrito (kreis ou landkreis) da Alemanha localizado no estado da Renânia-Palatinado.

## Cidades e municípios
| Cidades                          | Verbandsgemeinden (Associações municipais): | Verbandsgemeinden (Associações municipais): |
| -------------------------------- | --- | --- |
| 1. Germersheim 2. Wörth am Rhein | - 1. Bellheim 1. Bellheim¹ 2. Knittelsheim 3. Ottersheim bei Landau 4. Zeiskam - 2. Hagenbach 1. Berg 2. Hagenbach1, 2 3. Neuburg am Rhein 4. Scheibenhardt - 3. Jockgrim 1. Hatzenbühl 2. Jockgrim¹ 3. Neupotz 4. Rheinzabern | - 4. Kandel 1. Erlenbach bei Kandel 2. Freckenfeld 3. Kandel1, 2 4. Minfeld 5. Steinweiler 6. Vollmersweiler 7. Winden - 5. Lingenfeld 1. Freisbach 2. Lingenfeld¹ 3. Lustadt 4. Schwegenheim 5. Weingarten 6. Westheim - 6. Rülzheim 1. Hördt 2. Kuhardt 3. Leimersheim 4. Rülzheim¹ |
|                                  | ¹sede do Verbandsgemeinde; ²cidade | |